# 天までとどけ/惜春
『天までとどけ/惜春』（てんまでとどけ / せきしゅん）は、シンガーソングライターのさだまさしが1979年1月1日に発表したシングルである。

## 解説
さだはそれまで所属していたワーナー・パイオニアから離れ、前年の1978年10月に個人レーベル「フリーフライト」を設立し、同レーベルからは初のシングルとなった。「天までとどけ」はフジテレビのドラマ『時よ燃えて!』の主題歌であった。
1978年1月放映開始のTBSテレビ『ザ・ベストテン』には、翌1979年2月1日に「今週のスポットライト」で同番組初出演を果たす。その後、1979年2月22日に第8位で初ランクイン、最高7位（3月1日・3月15日放映）まで上昇、合計6週間10位以内にランクされた。

## 収録曲

### SIDE 1
「天までとどけ」（作詩・作曲：さだまさし、編曲：渡辺俊幸）

### SIDE A
「惜春」 （作詩・作曲：さだまさし、編曲：渡辺俊幸）